# アルフレッド・ストーン

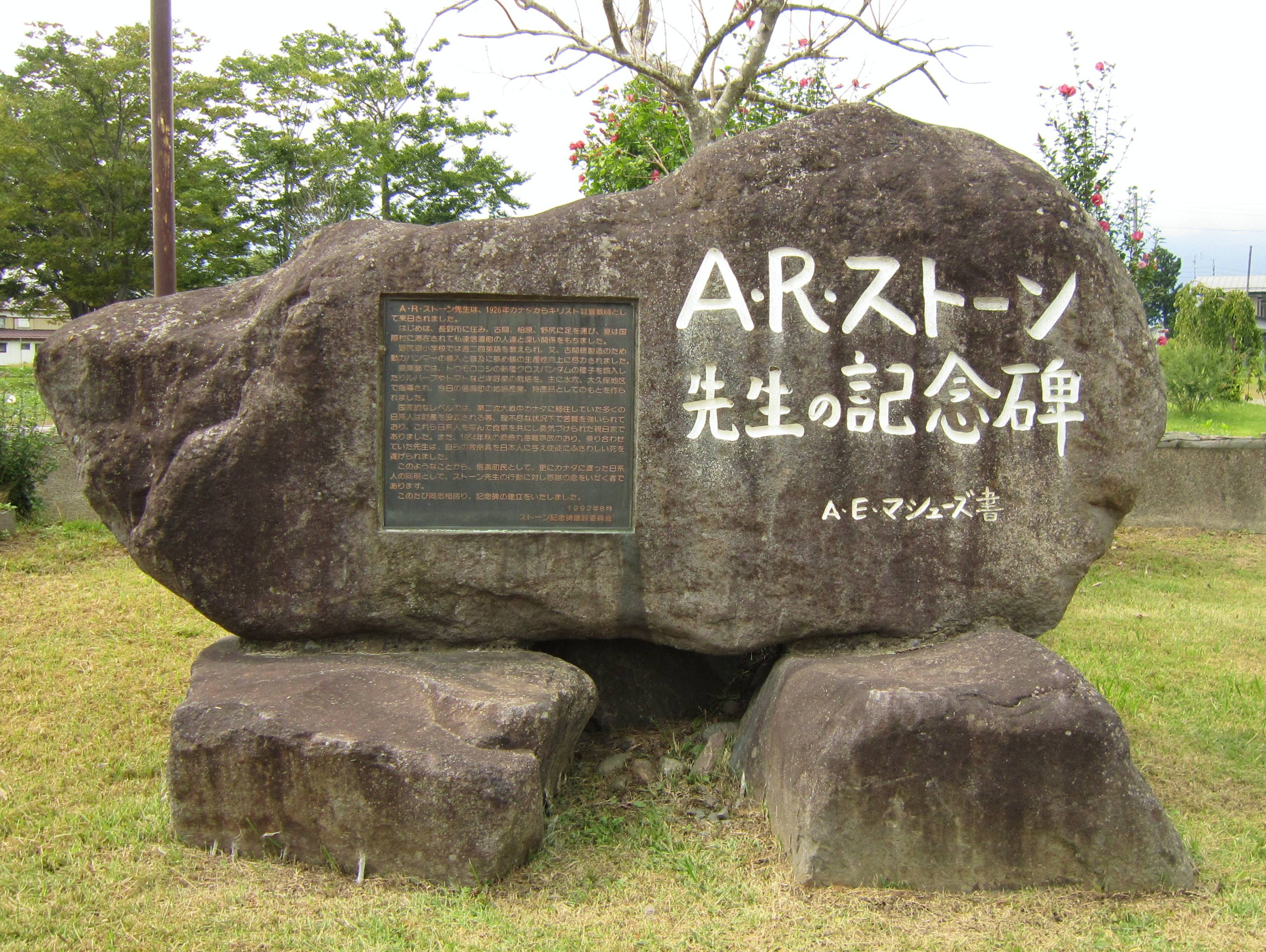
長野県信濃町、野尻湖の湖畔に建てられた記念碑

アルフレッド・ラッセル・ストーン（Alfred Russell Stone, 1902年4月29日 - 1954年9月26日）はカナダ出身のメソジスト派の宣教師である。洞爺丸事故で遭難死する前に、救命胴衣を日本人の若者に与えた宣教師として知られる。
1926年に来日して、農村伝道の発展のために尽くした。特に、農村指導者養成センターの結成に尽力する。

## 生涯
- 1902年4月29日　カナダのオンタリオ州ケント県ハイゲート村で、父ジョン・フランクリン(John Franklin)と母ケート(Kate)の長男として生まれる[1][2]。
- 1920年9月　トロント大学に入学[2]。
- 1926年9月19日　カナダ合同教会の宣教師として東京に赴任[2]。青山学院構内の宣教師館に住む[2]。本郷中央会堂(現・日本基督教団本郷中央教会)で聖書研究の指導を始める[2]。
- 1928年　日本メソヂスト長野教会(後の日本基督教団長野県町教会)に赴任し、ダニエル・ノーマン(Daniel Norman)の宣教師館に住む[2]。その後富山に赴任。
- 1931年　カナダに帰国。婦人宣教師ジーン・ギレスビー(Jean Gillespie)と結婚。農村社会学や農村経済学を学ぶ[3]。
- 1932年　双子の娘が生まれるも、死亡。
- 1932年9月14日　高町教会（後の日本基督教団浜松教会）に第9代目宣教師として赴任。元浜松市長（官選第4・5代）渡辺素夫宅別棟を借家していた。[4]
- 1933年6月　児童養護施設 静岡ホームの9代目理事長となる[5]。
- 1934年6月29日　日本メソヂスト長野教会に赴任[3]。
- 1934年9月　ノルマン邸の崖下にあるホープ・ラージと呼ばれる家で生活を始める[3]。キリスト教月刊誌「北信新生」を発行をノルマンから引き継ぐ[6]。
- 1941年　カナダに帰国。太平洋戦争で敵性国民として拘留された日系カナダ人のために尽力する。
- 1946年　東京に赴任。日本のカナダ合同教会の主事兼財務を担当し、超教派協力体制の発展に役割を果たす。
- 1947年12月　東京都町田市で農業伝道のための神学校の農村伝道神学校（鶴川学院）を設立し初代の校長に就任する。
- 1948年6月　児童養護施設 静岡ホームの12代目理事長となる[5]。
- 1950年5月31日　東京多摩で日本基督教団日野台教会を設立する[7]。
- 1951年　東洋英和女学院理事となる[8]。
- 1952年10月　児童養護施設 静岡ホームの14代目理事長となる[5]。
- 1954年　札幌に赴任。
- 1954年9月26日　軽井沢へ行く途中、函館から青森に向かう青函連絡船の洞爺丸に乗船し、たまたま同乗したYMCAの宣教師ディーン・リーパー(Dean Leeper)と共に洞爺丸事故に遭い遭難死する。同行した生存者のドナルド・オース(Donald Orth)らの証言者によると、嵐の最中乗客を慰め、リーパーと共に船が沈む直前自分の救命胴衣をそばにいた子供に着せたという。遭難の翌日、それぞれの母親によって、米国人宣教師に救命胴衣をもらって助かったという情報が新聞社に持ち込まれ、「北海に散った神の使徒」という題で報道された。 死後に、勲五等双光旭日章を追贈された。

## アルフレッド・ラッセル・ストーンを描いた作品

### 小説
- 三浦綾子『氷点』朝日新聞社、1965年　「主人公の養父が洞爺丸に乗り合わせる」という形で洞爺丸事故とアルフレッドのことが描かれている。

### ノンフィクション
- 篠 輝久『残されたもの　-ディーン・リーパー物語-』リブリオ出版、1989年12月20日　「主人公のディーン・リーパー宣教師と供に洞爺丸に乗り合わせた宣教師」として描かれている。
- 上前淳一郎『洞爺丸はなぜ沈んだか』文芸春秋、1980年11月25日　ディーン・リーパー宣教師、ドナルド・オース宣教師らと供に乗客を気遣う様子等が描かれている。

## 史跡等
- 長野県信濃町、野尻湖の湖畔には「A・R・ストーン先生の記念碑」と記された記念碑が設置されている。
- 日野台教会の付近にはストーン宣教師を記念した「ストーンの森」があり、その働きを紹介したモニュメントが設置されている[9]